# Jeekanahalli, Arsikere
Jeekanahalli là một làng thuộc tehsil Arsikere, huyện Hassan, bang Karnataka, Ấn Độ.